# گرگوری اچ. جانسون
گرگوری اچ. جانسون (به انگلیسی: Gregory H. Johnson) فضانورد اهل ایالات متحده آمریکا است که در ۱۲ مهٔ ۱۹۶۲ میلادی در رویسلیپ جنوبی زاده شد. وی در مأموریت اس‌تی‌اس-۱۲۳، اس‌تی‌اس-۱۳۴ حضور داشته است.